# تحليل الشعر

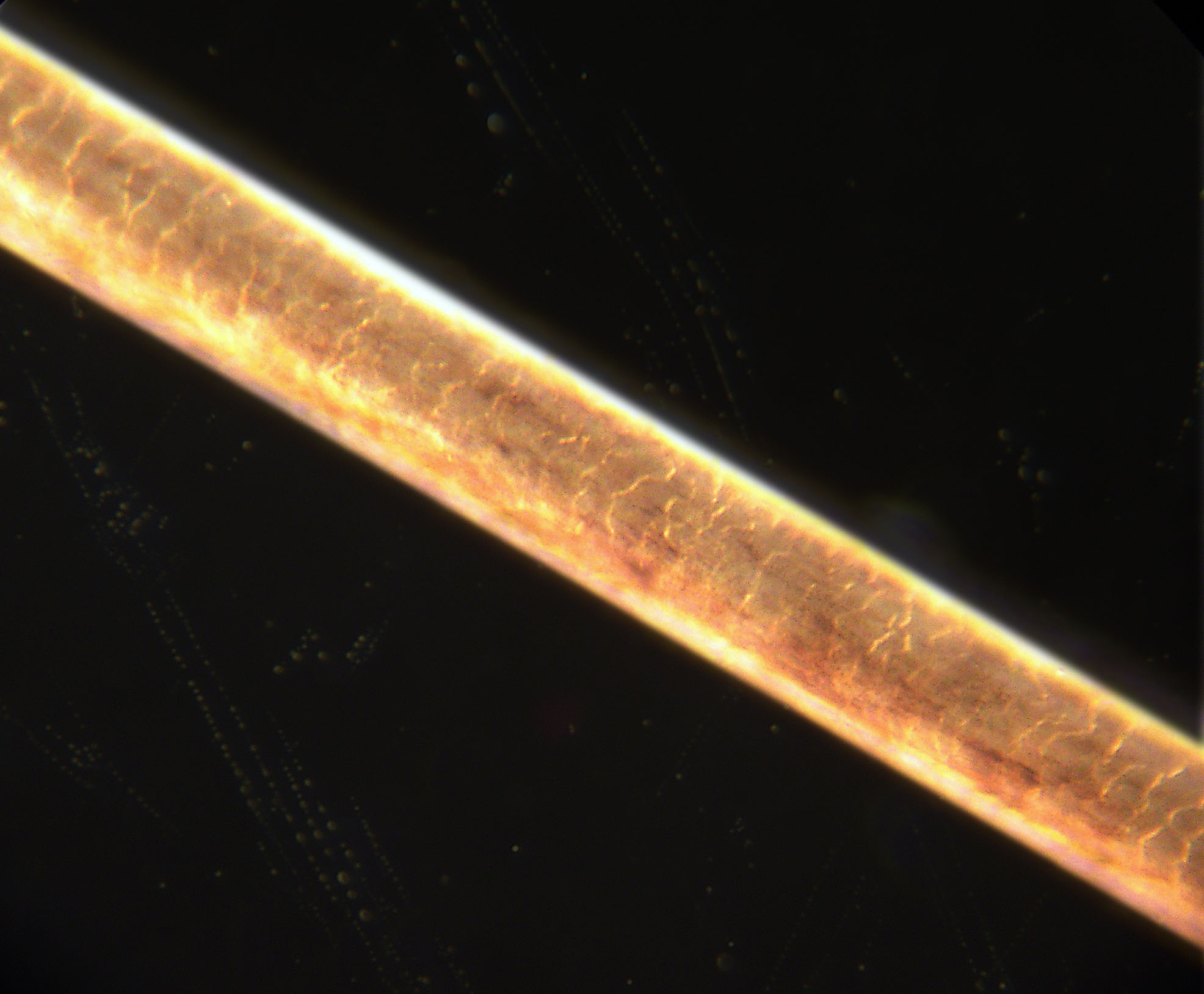
شعرة بشرية مُكبرة بمقدار 200 ضعف.

تتناول هذه المقالة الاستخدامات العلمية لتحليل الشعر. للممارسة الصحية الزائفة، انظر تحليل الشعر (الطب البديل).
قد يشير تحليل الشعر إلى التحليل الكيميائي لعينة الشعر. ولكن قد يشير أيضًا إلى التحليل المجهري أو المقارنة. يمكن اعتبار تحليل الشعر الكيميائي لأغراض رجعية عندما لا يُتوقع احتواء الدم والبول على مادة ملوثة معينة. عادةً لمدة ثلاثة أشهر أو أقل.
استخدامه الأكثر قبولًا على نطاق واسع هو في مجالات علم السموم الشرعي. وبشكل متزايد. علم السموم البيئية. تستخدم العديد من مجالات الطب البديل أيضًا تحليلات مختلفة للشعر لعلم السموم البيئية. ولكن هذه الاستخدامات مثيرة للجدل ومتطورة وغير موحدة.
استُخدمه تحليل الشعر المجري تقليديًا في الطب الشرعي أيضًا. يفحص المحللون عددًا من الخصائص المختلفة للشعر تحت المجهر. ويقارنون عادةً الشعر المأخوذ من مسرح الجريمة والشعر المأخوذ من المشتبه به. لا يزال معترفًا به طريقةً مفيدة للتحقق من أن الشعر غير متطابق. لكن اختبار الحمض النووي للأدلة أسقط العديد من الإدانات التي اعتمدت على تحليل الشعر. منذ عام 2012. أجرت وزارة العدل دراسة عن الحالات التي أدلى فيها وكلاؤها بشهادة تحليل الشعر. ووجدت أن نسبة عالية من الشهادات لا يدعمها تحليل الشعر.

## علم السموم الشرعي
يُستخدم تحليل الشعر للكشف عن العديد من الأدوية العلاجية والأدوية الترفيهية. متضمنةً الكوكايين والهيروين والبنزوديازيبينات والأمفيتامينات. يعد تحليل الشعر أقل توغلاً من فحص الدم. إن لم يكن قابلًا للتطبيق عالميًا. في هذا السياق. استُخدم بموثوقية لتحديد الامتثال لأنظمة الأدوية العلاجية أو للتحقق من دقة إفادة شاهد بأنه لم يتناول عقارًا غير مشروع. اختبار الشعر هو طريقة شائعة بتزايد لتقييم إساءة استخدام المواد. لا سيما في الإجراءات القانونية. أو في أي موقف قد يكون فيه الشخص قد قرر عدم قول الحقيقة الكاملة حول تاريخ تعاطي المخدرات. يُستخدم أيضًا لا ختبار الموظفين من قبل أرباب العمل. يتميز تحليل الشعر بإظهار تاريخ استخدام الأدوية بسبب بطء نمو الشعر. قد يكشف تحليل البول الأدوية المتناولة خلال 3 أيام، في حين يكشف تحليل الشعر مدةً تصل إلى شهر، مع أن بعض العلاجات التجميلية -مثل صبغ الشعر- قد تتداخل مع هذا. تحليل الشعر لديه القدرة على قياس عدد كبير من العناصر المتفاعلة المحتملة، مع أن هذه السمة مشتركة مع العديد من اختبارات الأدوية الأخرى.

## تحليل الشعر المجهري في الطب الشرعي
تحليل الشعر المجهري هو علم مقارنة عدة خيوط من الشعر تحت المجهر ومحاولة استنتاج تطابقها. قُبل علمًا جنائيًا بحلول خمسينيات القرن الماضي. غالبًا ما راقب الباحثون أكثر من 12 سمة. متضمنةً توزيع الصبغة وأنماط المقياس. استُخدمت هذه التقنية في التحقيقات الجنائية لمحاولة ربط الشعر الذي عُثر عليه في مسرح الجريمة. أو أي مكان آخر يُلاحظ. والتحقق من تطابق الشعر مع شعر المشتبه به. في حين أن تطابق لون الشعر البسيط قد يكون متسقًا مع وجود مشتبه به معين في مكان الحادث -شعر أسود في مكان الحادث عندما كان المشتبه به لديه شعر أسود- بدأ تحليل الشعر المجهري في المطالبة بمعيار أقوى بحلول السبعينيات. بدلاً من مجرد تضييق مجال الاحتمالات. ادعى محللو الشعر أنهم قادرون على مطابقة شخص معين. بحيث قد يكون الشعر دليلًا على وجود مشتبه به معين. في حين أن التقارير المطبوعة غالبًا ما تحد من يقين التحليل المجهري للشعر. فإن الشهود في المحكمة لن يكونوا دائمًا متواضعين. شهد مدير مختبر الجريمة في ولاية مونتانا أن هناك فرصة واحدة من كل 10,000 أن الشعر الموجود في مسرح الجريمة لم يأت من المشتبه به في حالة واحدة. مثلًا.
تحليل الشعر المجهري له تاريخ طويل في استخدامه في قصص الجريمة أيضًا، نُشر في الأصل في سلسلة شيرلوك هولمز قبل استخدامه على نطاق واسع من قبل الشرطة. استمرت البرامج التلفزيونية الخيالية التي تتضمن إجراءات الشرطة والمحققين في استخدامها منذ ذلك الحين.
كانت الشكوك حول الادعاءات الأقوى التي استخدمها الشهود في السبعينيات والثمانينيات موجودة في ذلك الوقت. قال الباحثون سنة 1974 أن العملية برمتها كانت ذاتية بطبيعتها. وكتب مكتب التحقيقات الفيدرالي سنة 1984 أن تحليل الشعر قد لا يتطابق إيجابيًا مع شخص واحد. في التسعينيات، قُدم توصيف الحمض النووي أسلوبًا جديدًا رئيسيًا في تحقيقات الطب الشرعي. قدم مستوى جديدًا من اليقين حول مطابقة المشتبه بهم بالأدلة. مع ذلك، فإن تحليل الحمض النووي للحالات القديمة من السبعينيات والثمانينيات يتناقض مع الاستنتاجات حول عدد من التطابقات السابقة على أساس تحليل الشعر.
سنة 1994. أنشأت وزارة العدل فريق عمل من شأنه في النهاية مراجعة 6000 حالة بحلول عام 2004. مع التركيز على عمل الفاحص المتحمّس بشكل خاص. مايكل مالون. جاءت هذه المراجعات بعد تقارير تفيد بأن العمل الفاسد للفاحصين في مختبر مكتب التحقيقات الفيدرالي كان ينتج أدلة جنائية غير موثوقة في محاكمات المحكمة. في البداية. ظلت هذه التحقيقات هادئة إلى حد كبير. وذكرت صحيفة واشنطن بوست أنه بدلًا من نشر هذه النتائج. أتاحوها فقط للمدعين العامين في القضايا المتضررة. صدرت دراسة لحالات تحليل الشعر في مختبر مكتب التحقيقات الفدرالي بين عامي 1996 و 2000 سنة 2002 من قبل ماكس إم هوك وبروس بودل. وأظهرت الدراسة أن 11٪ من تطابق تحليل الشعر يتعارض مع تحليل الحمض النووي. نظرًا إلى أن مجموعة الحالات التي حُللت كانت واحدة من المتوقع أن تفضل المطابقات بقوة في أي حال -يُرسل شعر الأفراد الذين اعتقدت الشرطة بالفعل أنهم مشتبه بهم محتملين فقط- عُد معدل الخطأ هذا مرتفعًا للغاية.
أدين كيرك ل. أودوم بالاغتصاب في واشنطن العاصمة سنة 1982 دون أي دليل مادي باستثناء تحليل الشعر المجهري الذي أجراه مختبر الجريمة التابع لمكتب التحقيقات الفيدرالي. بالاقتران مع تحديد هوية الشاهد في طابور (أسلوب آخر أظهر البحث الحديث أنه أقل موثوقية بكثير مما كان يعتقد سابقًا). حُكم على أودوم بالسجن مدة عشرين عامًا أو أكثر. ومع ذلك، أثبت تحليل الحمض النووي أن أودوم بريء تمامًا. أُفرج عن أودوم من السجن سنة 2003. بُرئ رسميًا سنة 2012 وحصل على تسوية كبيرة من المدينة.
في قضية مماثلة. أدين سانتا تريبل سنة 1979 عن عمر 17 عامًا في واشنطن العاصمة بتهمة القتل بسبب شهادة مكتب التحقيقات الفيدرالي في تطابق تحليل الشعر مع الشعر الذي عُثر عليه في مكان الحادث. كان لديه ثلاثة شهود قدموا له حجة غياب وقت ارتكاب الجريمة. بالغ المدعي العام في مصداقية تحليل الشعر في تحديد شخص واحد. قائلًا في بيانه الختامي هناك فرصة واحدة لكل 10 ملايين قد تكون شعر شخص آخر. ومع ذلك. أظهر اختبار الحمض النووي في يناير 2012 أن الدليل الرئيسي للادعاء. وهو الشعر. لا يتطابق في الواقع مع المتهم. بُرئ تريبل بالكامل في ديسمبر 2012. بعد أن أمضى 28 عامًا في السجن ما أدى إلى مشكلات صحية خطيرة.
أدى الاحتجاج من محامي الدفاع حول عدم موثوقية تحليل الشعر والمبالغة في تقدير خبراء مكتب التحقيقات الفيدرالي إلى قيام مكتب التحقيقات الفيدرالي بإجراء مراجعة لمطابقات تحليل الشعر المتنازع عليها منذ عام 2012. ونتيجة لما وجده. في يوليو 2013. بدأت وزارة العدل مراجعة غير مسبوقة من الحالات القديمة التي تنطوي على تحليل الشعر. فُحص أكثر من 21,000 حالة أحيلت إلى وحدة الشعر في معامل مكتب التحقيقات الفيدرالي بين عامي 1982 و1999.
بحلول عام 2015. تضمنت هذه القضايا ما يصل إلى 32 إدانة بعقوبة الإعدام. التي ربما بالغ خبراء مكتب التحقيقات الفيدرالي في مصداقية تحليل الشعر في شهادتهم وأثروا على الحكم. ومن بين هؤلاء. تم إعدام أو وفاة 14 شخصًا في السجن. سنة 2015. أصدرت وزارة العدل نتائج 268 تجربة فُحصت حتى الآن استُخدم فيها تحليل الشعر (كانت المراجعة لا تزال جارية). وخلصت المراجعة إلى أنه في 257 من هذه المحاكمات البالغ عددها 268 (95%)، أدلى المحللون بشهادات معيبة في المحكمة بالغت في دقة النتائج لصالح الادعاء. نحو 1200 حالة لا تزال قيد الفحص. وأكدت الوزارة التزامها بمتابعة هذه القضايا لتصحيح أي أخطاء. قائلة إنها ملتزمة بضمان إبلاغ المتهمين المتضررين بأخطاء الماضي وتحقيق العدالة في كل حالة. الإدارة ومكتب التحقيقات الفيدرالي ملتزمان التحقق من دقة تحليل الشعر في المستقبل، وتطبيق جميع تخصصات علوم الطب الشرعي.
سنة 2017. أعلن المدعي العام الجديد جيف سيشنز تعليق هذا التحقيق. في حين أعلن انتهاء لجنة علوم الطب الشرعي التي كانت تعمل على وضع معايير في عدة اختبارات وتحسينها. كانت شراكة مع علماء مستقلين لرفع معايير علوم الطب الشرعي. انتقد علماء ومدعون ومستشارون وقضاة مستقلون إنهاء اللجنة، قائلين إن نظام العدالة الجنائية يحتاج إلى الاعتماد على أفضل العلوم.
اعتبارًا من أواخر عام 2019. بُرئ 75 شخصًا أدينوا بارتكاب جريمة بناءً على مقارنة الشعر المجهرية.

## في علم السموم البيئية
يتميز تحليل عينات الشعر بالعديد من المزايا كطريقة فحص أولية لوجود مواد سامة ضارة بالصحة بعد التعرض لها في الهواء والغبار والرواسب والتربة والماء والغذاء والسموم في البيئة. تشمل مزايا تحليل الشعر عدم التدخل، والتكلفة المنخفضة، والقدرة على قياس عدد كبير من العناصر السامة والضرورية بيولوجيًا، التي يحتمل أن تكون متفاعلة، من ثم يُستخدم تحليل شعر الرأس بتزايد اختبارًا أوليًا لمعرفة هل امتص الأفراد سمومًا مرتبطة بمشكلات سلوكية أو صحية.

### الكشف عن آثار العناصر طويلة المدى
يبدو أن استخدام تحليل الشعر صالح لقياس عبء المعادن الثقيلة مدى الحياة أو طويل الأجل. إن لم يكن قياس تحليل العناصر العام. العديد من الدراسات، متضمنةً تحليل شعر بيتهوفن، أجري بالتعاون مع المعاهد الوطنية للصحة ومراكز السيطرة على الأمراض والوقاية منها.
في دراسة أجريت عام 1999 على تركيزات الشعر من الكالسيوم والحديد والزنك في النساء الحوامل وآثار المكملات، وُجد أنه من الواضح أن تركيزات الشعر من الكالسيوم والحديد والزنك قد تعكس آثار المكملات. قد نستنتج أن نقص العناصر المعدنية قد يتعافى بالتعويض الكافي من العناصر المغذية للعناصر المعدنية.  

### الطب المهني والبيئي والطب البديل
استُخدم تحليل الشعر في المهن البيئية  وبعض فروع الطب البديل وسيلةً للتحقيق للمساعدة في الفحص أو التشخيص. تؤخذ عينات من الشعر لمعالجته وتحليله، ودراسة مستويات المعادن في عينة الشعر. باستخدام النتائج، جزءًا من الفحص المناسب أو بروتوكول الاختبار. يفحص الممارسون التعرض للمواد السامة والتسمم بالمعادن الثقيلة. يدعي بعض المدافعين أنه يمكنهم أيضًا تشخيص نقص المعادن وأن الأشخاص المصابين بالتوحد لديهم محتويات معدنية غير عادية بالشعر. غالبًا ما تكون هذه الاستخدامات مثيرة للجدل. تعارض الجمعية الطبية الأمريكية استخدام التحليل الكيميائي للشعر بوصفه محددًا للحاجة إلى العلاج الطبي، وتدعم إبلاغ الجمهور الأمريكي والوكالات الحكومية المناسبة بهذه الممارسة غير المثبتة وإمكاناتها الصحية. الاحتيال في الرعاية. سلطت مراجعة حديثة للأدبيات العلمية من قبل الدكتور كيمبسون الضوء على أن تحليل المعادن في الشعر يمكن تطبيقه في الدراسات السكانية الكبيرة للبحث في علم الأوبئة ومجموعات السكان المعرضين تعرضًا مزمنًا. لكن أي محاولة لتقديم تشخيص اعتمادًا على شعر الفرد غير ممكن. يمكن الاستثناء من ذلك في التحليلات المتقدمة للتسمم الحاد-.